# Miles Malleson
William Miles Malleson (* 25. Mai 1888 in Croydon, England; † 15. März 1969 in London, England) war ein britischer Schauspieler und Drehbuchautor.

## Leben
Malleson war der Sohn eines Chemikers. Er wurde im Brighton College erzogen und studierte später am Emmanuel College in Cambridge. In den 1910er-Jahren sammelte Malleson erste Bühnenerfahrungen und nahm Schauspielunterricht bei Herbert Beerbohm Tree. Er war kurzzeitig im Ersten Weltkrieg auf Malta im Einsatz, erlitt allerdings 1915 eine Verwundung und wurde später Kriegsgegner.
Besonders bekannt ist Malleson für seine vorwiegend komischen Nebenrollen in britischen Filmkomödien der 1930er- bis 1960er-Jahre. Zu seinen bekannteren Auftritten zählen der poetisch veranlagte Henker in der Schwarzen Komödie Adel verpflichtet (1949) sowie der Dr. Chasuable in der Oscar-Wilde-Literaturverfilmung Ernst sein ist alles (1952). Gegen Ende seiner Karriere trat er in Hammer-Horrorfilmen in meist kurzen, aber prägnanten Nebenrollen auf. Malleson war auch Drehbuchautor vieler Filme, in denen er kleinere Rollen spielte, wie beispielsweise in Nell Gwyn (1934) und als von Spielzeugen besessener Sultan in Der Dieb von Bagdad (1940). Er übersetzte mehrere Stücke Molières ins Englische und bearbeitete diese, ebenfalls verfasste er als Autor Theaterstücke.
Miles Malleson war dreimal verheiratet und hatte viele weitere Beziehungen. Mit seiner ersten Frau, Lady Constance Annesley, war er von 1915 bis zur Scheidung 1923 verheiratet, sie führten eine offene Beziehung, beide hatten über die Jahre in gegenseitigem Wissen verschiedene Partner. Von seiner zweiten Ehefrau, Joan Billson, ließ er sich 1940 scheiden. Sie verstarb 1956. Seine dritte Frau war von 1946 bis 1959 die Schauspielerin Tatiana Lieven. Miles Malleson, der in seinen letzten Lebensjahren erblindete, starb 1969 im Alter von 80 Jahren.

## Filmografie (Auswahl)

### Schauspieler
- 1921: The Headmaster
- 1925: Battling Bruisers (Short)
- 1930: The W Plan
- 1932: Das Zeichen der 4 (The Sign of Four: Sherlock Holmes' Greatest Case)
- 1936: Tudor Rose
- 1937: Tatjana (Knight Without Armour)
- 1937: Königin Viktoria (Victoria the Great)
- 1940: Der Dieb von Bagdad (The Thief of Bagdad)
- 1940: Major Barbara
- 1942: Thunder Rock
- 1943: The Demi-Paradise
- 1945: Traum ohne Ende (Dead of Night)
- 1948: Pique Dame (The Queen of Spades)
- 1949: Adel verpflichtet (Kind Hearts and Coronets)
- 1949: The Perfect Woman
- 1950: Die rote Lola (Stage Fright)
- 1951: Der Mann im weißen Anzug (The Man in the White Suit)
- 1951: Eine Weihnachtsgeschichte (Scrooge)
- 1951: Der wunderbare Flimmerkasten (The Magic Box)
- 1952: Ernst sein ist alles (The Importance of Being Earnest)
- 1953: Der Schlüssel zum Paradies (The Captain’s Paradise)
- 1955: Geordie
- 1956: Der beste Mann beim Militär (Private’s Progress)
- 1956: Der Mann, den es nie gab (The Man Who Never Was)
- 1957: Kapitän Seekrank (Barnacle Bill)
- 1957: The Admirable Crichton
- 1957: Die nackte Wahrheit (The Naked Truth)
- 1958: Dracula
- 1958: Mit dem Kopf durch die Wand (Bachelor of Hearts)
- 1959: I’m All Right Jack
- 1959: Der Hund von Baskerville (The Hound of the Baskervilles)
- 1960: Entführt – Die Abenteuer des David Balfour (Kidnapped)
- 1960: Augen der Angst (Peeping Tom)
- 1960: The Day They Robbed the Bank of England
- 1960: The Hellfire Club
- 1960: Dracula und seine Bräute (The Brides of Dracula)
- 1963: Himmlische Freuden (Heavens Above!)
- 1964: Circus-Welt (Circus World)
- 1964: Die erste Fahrt zum Mond (First Men in the Moon)
- 1964: Mörder ahoi! (Murder Ahoy)

### Drehbuchautor
- 1934: Nell Gwyn
- 1936: Tudor Rose
- 1937: Königin Viktoria (Victoria the Great)
- 1938: Sixty Glorious Years
- 1940: Der Dieb von Bagdad (The Thief of Bagdad)
- 1942: The First of the Few
- 1943: Sabotage Agent (ohne Nennung)
- 1943: Yellow Canary

### Theaterstücke
- 1930: Liebe auf den zweiten Blick, Lustspiel in 6 Akten, deutsche Aufführung im Lustspielhaus Berlin
- 1960: Three Plays